# 森村英典
森村 英典（もりむら ひでのり、1928年10月20日 - ）は、日本の情報科学者。東京工業大学名誉教授。元日本オペレーションズ・リサーチ学会会長。

## 人物・経歴
東京生まれ。東京府立第一中学校（現東京都立日比谷高等学校）、横浜高等工業学校（現横浜国立大学理工学部）を経て、1951年東京工業大学応用数学課程卒業。河田龍夫門下。同期に真壁肇が、1期下に水野幸男がいた。
大学卒業後、統計数理研究所入所。1953年東京工業大学助手着任。1962年九州大学理学博士。1968年東京工業大学応用物理学科教授。1972年東京工業大学情報科学科教授。東京工業大学評議員や、東京工業大学理学部長を経て、1989年定年退官、筑波大学大学院経営政策科学研究科経営システム専攻長・教授。
この間、1988年から1990年まで日本オペレーションズ・リサーチ学会会長。1992年日本女子大学理学部数物科学科教授。1996年日本女子大学理学部長。1997年退職。東京工業大学名誉教授。指導学生に森雅夫東京工業大学名誉教授など。

## 著作

### 著書
- 『待ち行列の理論と実際』大前義次 著 日本科学技術連盟 1962年
- 『確率とその応用』ダイヤモンド社 1966年
- 『経営数学セミナ− 第3巻：スケジュ−リング』（今川正,刀根薫,菅波三郎と共著）ダイヤモンド社 1966年
- 『確率・統計』朝倉書店 1974年
- 『ORライブラリ− 13：待ち行列理論』（大前義次と共著）日科技連出版社 1975年
- 『マルコフ解析』（高橋幸雄と共著）日科技連出版社 1979年
- 『おはなしOR』日本規格協会 1983年
- 『確率』共立出版 1984年
- 『ファイナンスのための確率過程』（木島正明と共著）日科技連出版社 1991年
- 『混雑と待ち』（高橋幸雄と共著）朝倉書店 2001年

### 訳書
- アレクサンドル・ヒンチン『待ち合わせ理論入門』広川書店 1960年
- G.F.ニューエル『待ち行列論の応用：その新しい方法』（森雅夫と共訳）サイエンス社 1973年
- H.M.ワーグナー『オペレーションズ・リサーチ入門』（伊理正夫と共監訳）培風館 1976年